# Micrabraxas tenuis
Micrabraxas tenuis är en fjärilsart som beskrevs av W. Warren 1897. Micrabraxas tenuis ingår i släktet Micrabraxas och familjen mätare. Inga underarter finns listade i Catalogue of Life.